# Sinfonia n. 14 (Šostakovič)
La Sinfonia n. 14 (Op. 135) di Dmitrij Šostakovič è stata scritta nella primavera del 1969 ed eseguita per la prima volta dall'Orchestra da camera di Mosca, diretta da Rudolf Barshai, il 29 settembre dello stesso anno a Leningrado, con i soprano Galina Vishnevskaya e Margarita Miroshnikova ed i bassi Mark Reshetin e Yevgeny Vladimirov. Šostakovič dedicò questa penultima sinfonia al suo amico e collega Benjamin Britten.

## Storia
La sinfonia è scritta per un'orchestra di 19 archi e percussioni, con soprano e basso solisti, ed è divisa in 11 movimenti, basati su poemi di quattro diversi scrittori, quali Federico García Lorca, Guillaume Apollinaire, Wilhelm Küchelbecker e Rainer Maria Rilke.
Molti di questi poemi trattano tematiche relative alla morte, specialmente quella ingiusta o precoce. I testi originali sono stati tradotti in russo, ma esistono altre due versioni della sinfonia: con il testo tradotto nelle lingue originali oppure in tedesco.
La prima esecuzione in Regno Unito avvenne nel 1970, e fu diretta dal dedicatario della sinfonia, Benjamin Britten.

### Le strutture a "blocchi" della sinfonia
È spontaneo chiedersi il perché l'autore abbia intitolato sinfonia un'opera per orchestra da camera e voci soliste che sa molto di suite vocale. Secondo Kay i movimenti compongono una forma che Šostakovič avrebbe usato per una sinfonia puramente strumentale.
Secondo l'autore, infatti, i quattro movimenti sarebbero:
1. (1-4)
2. (5-6)
3. (7-8)
4. (9-11)

Invece se si osserva la sinfonia dal punto di vista di movimenti uniti, ossia con un "Attacca" o disgiunti da una pausa, i blocchi sono 5:
1. (1)
2. (2-4)
3. (5-7)
4. (8-9)
5. (10-11)

Essi non corrispondono ai quattro movimenti descritti dal compositore.
Se volessimo ancora dividere la composizione in base agli argomenti troviamo:
1. (1-6) La morte in rapporto con l'amore
2. (7-8) La morte in rapporto al potere
3. (9-10) La morte con l'arte
4. (11) [Riassuntiva]

## Struttura

### 1. Adagio
De profundis (Lorca)
Šostakovič ci mostra qui una sterminata landa desolata dove persone che si sono amate sono seppellite.

### 2. Allegretto
Malagueña (Lorca)

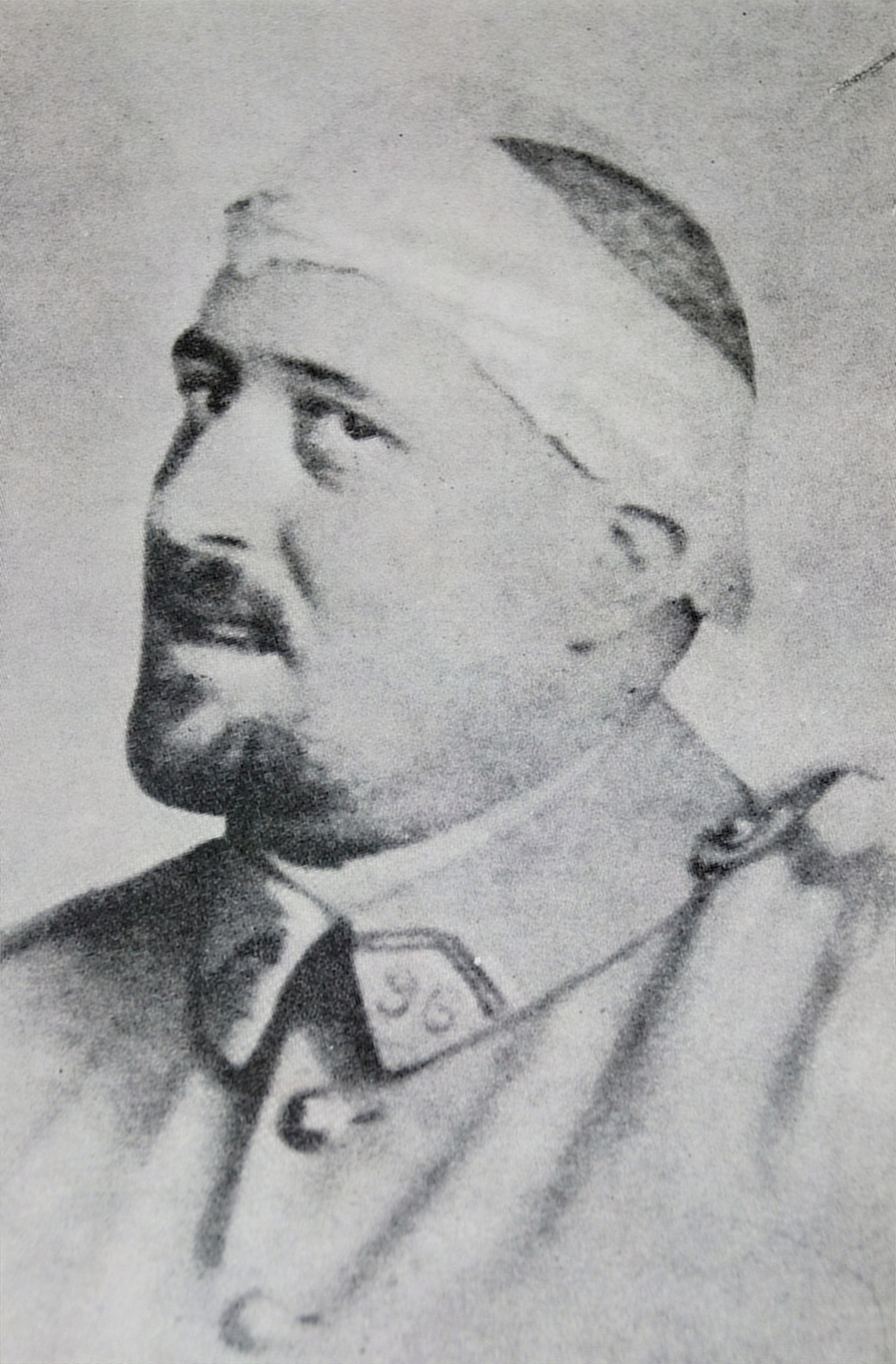
Ritratto di Guillaume Apollinaire, 1917

In contrasto col precedente movimento, il secondo ci mostra una sfrenata ballerina di flamenco che entra ed esce dalla taverna su ritmi di nacchere e accordi di chitarra.

### 3. Allegro molto
Loreley (Apollinaire)
Il maestro introduce qui per la prima volta la tematica del suicidio. La ballata di Brentano, tradotta da Apollinaire, la donna della mitologia tedesca parla con un vescovo che, innamorato di lei, la vuole però far diventare monaca. Lei, disperata si getta da una rupe.

### 4. Adagio
Le Suicide (Il suicidio) (Apollinaire)
Si parla sempre di suicidio per amore. Dalla donna morta suicida spuntano tre gigli (dal cuore, dalla bocca e dalla ferita autoinfertasi). La musica diminuisce e lascia spazio ad un canto funebre del soprano.

### 5. Allegretto
Les Attentives I (Le attente I) (Apollinaire)
Una ragazza vuole concedersi ad un soldato, destinato a morire. Qui, ad una marcetta scandita da xilofono e tomtom, rispondono altri strumenti nel modo consueto di Šostakovič, ovvero con una tagliente secchezza.

### 6. Adagio
Les Attentives II (Le attente II) (Apollinaire)
Qui assistiamo ad una signora che, in preda alla follia, ride dopo aver perduto il cuore in una trincea.

### 7. Adagio
À la Santé (Nella prigione della Santé) (Apollinaire)
Qui si paragona la prigione (La Santè è dove fu rinchiuso Apollinaire ingiustamente accusato del furto della Gioconda), ovvero l'essere sepolti vivi, alla morte.

### 8. Allegro

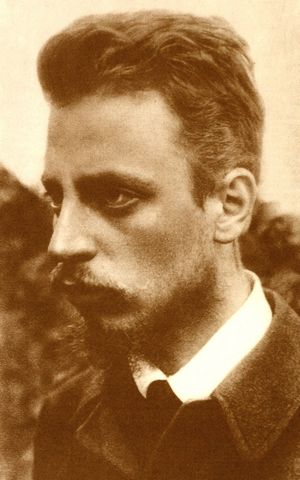
Fotografia di Rainer Maria Rilke a 25 anni

Réponse des Cosaques Zaporogues au Sultan de Constantinople (La risposta dei cosacchi di Zaporož al sultano di Costantinopoli) (Apollinaire)
La poesia prende spunto da un quadro di Il'ja Repin, intitolato infatti "Zaporozcy", i cui i soldati dettano la lettera di risposta ai nemici turchi. Frasi di sfida, comiche e ingiuriose, tra le quali "Tua madre ha fatto un peto diarroico" e "Tu sei nato da una sua colica", significheranno sicuramente morte per i cosacchi da parte dei musulmani.
Va precisato che Šostakovič stesso ammise che con la scelta di questa poesia non intendeva celebrare la patria, ma condannare la violenza.

### 9. Andante
O, Del'vig, Del'vig! (Wilhelm Küchelbecker)
Il compositore rievoca un giovane poeta morto, e celebra l'arte lirica.

### 10. Largo
Der Tod des Dichters (La morte del poeta) (Rilke)
In toni gelati si apre il penultimo movimento, dove si parla dell'agonia di un poeta morto. Si incrocia qui la landa desolata di Garcìa Lorca di cui si parlava all'inizio.

### 11. Moderato
Schlußstück (Conclusione) (Rilke)
Si celebra infine l'onnipotenza e la grandezza della morte: gli archi mimano il brutale arresto con cui la morte può interrompere la vita in qualsiasi momento. L'ultima misura, vuota, simula una voragine, ultima metafora della morte.

## Registrazioni
- "Shostakovic, The symphonies", Vladimir Ashkenazy, Royal Philharmonic Orchestra
- Orchestra da Camera di Mosca, Mstislav Rostropovič